# أملو
أملو (بالأمازيغية: ⴰⵎⵍⵓ) وصفة من المطبخ المغربي الأمازيغي، أصله من منطقة سوس بالمغرب، وهو خليط سائل من زيت الأركان إضافة إلى اللوز والعسل أو العسل والكاوكاو (فول سوداني).
يتم تناول أملو أساسا في وجبة الفطور واللمجة مع الخبز مصحوبا بالشاي المغربي، وهو معروف بخواصه المقوية، ومعروف بأنه يقي الجسم من الأمراض ويقوي مناعته ويُزوده بالطاقة التي يحتاج إليها، إضافة إلى نكهته المميزة. ويبلغ سعر 1 كلغ من أملو باللوز حوالي 130 درهم مغربي، فيما يبلغ سعر 1 كلغ من أملو بالفول السوداني 40 درهم. كما أن بعض التعاونيات الفلاحية في منطقة إيمولاس بإقليم تارودانت بدأت في إنتاج أملو بالخروب.

## أنواعه
تتنوع أنواع أملو حسب المكونات المستخدمة فيه، لكن في الطريقة الأصلية التقليدية المغربية، يصنع الأملو باللوز وزيت الأركان والعسل فقط. ومن الأنواع الأخرى، نذكر:
- أملو بالكاوكاو (فول سوداني) وزيت الزيتون والعسل.
- أملو بالكاوكاو (فول سوداني) والأركان والعسل.
- أملو باللوز والأركان (مسوس).
- أملو بالخروب.

## مكونات

### المكونات الرئيسية
- اللوز: يمكن استبداله بالكاوكاو (الفول السوداني) في بعض الوصفات
- زيت الأركان: زيت نباتي يستخرج من حبات شجرة الأركان التي تنمو في جنوب غرب المغرب.
- العسل:[7] لإضافة حلاوة طبيعية وتعزيز القيمة الغذائية.

### المكونات الثانوية
- كاكاو
- السمسم (زنجلان)
- كما يمكن إضافة القليل من بذور الكتان المطحون كمصدر مهم للأوميغا.[8]

## طريقة التحضير التقليدية
- تحميص اللوز:
  - سخّن الفرن إلى درجة حرارة 180 مئوية (350 فهرنهايت).
  - وزّع اللوز على صينية خبز بشكل متساوٍ.
  - ضع الصينية في الفرن لمدة 10-15 دقيقة حتى يكتسب اللوز لونًا ذهبيًا جميلًا. يجب مراقبته جيدًا لمنع احتراقه، مع تحريكه مرة أو مرتين لضمان تحميص متساوٍ.
- طحن اللوز:
  - بعد أن يبرد اللوز المحمص، ضعه في مطحنة الطعام أو الخلاط.
  - اطحن اللوز حتى يصبح مسحوقًا ناعمًا. يمكن أن يتطلب ذلك عدة دقائق حسب قوة الخلاط.
- خلط المكونات:
  - في وعاء كبير، اخلط مسحوق اللوز المطحون مع زيت الأركان تدريجيًا.
  - أضف العسل واستمر في الخلط حتى يتجانس الخليط ويصبح لديك معجون ناعم.
  - يمكنك تعديل كمية العسل والزيت حسب القوام والنكهة المرغوبة. إذا كان الخليط سميكًا جدًا، يمكنك إضافة المزيد من زيت الأركان تدريجيًا.
- تخزين أملو:
  - ضع أملو في برطمانات زجاجية محكمة الإغلاق.
  - يُفضل تخزينه في مكان بارد وجاف، ويمكن حفظه في الثلاجة لإطالة مدة صلاحيته.
  - قبل الاستخدام، يُنصح بإخراجه من الثلاجة ليعود إلى درجة حرارة الغرفة ليسهل دهنه وتناوله.

## طريقة التحضير العصرية
1. نحمر اللوز بقشره في فرن أو مقلاة حتى يأخذ اللون الذهبي مع الانتباه إلى عدم حرقه، ثم نحمر الكاوكاو (الفول السوداني) والسمسم.
2. وبعد أن يبرد تماماً، يطحن الكل جيدا في الطحانة الخاصة بالتوابل، حتى يفرز الزيت من المكونات.
3. ثم نعيد مزج الكل في الخلاط الكهربائي ونضيف عليه السكر أو العسل حسب الذوق.
4. بعد ذلك، نضيف بالتدريج الكمية المناسبة من زيت الأركان حتى الحصول على خليط متجانس خفيف بعض الشيء.
5. وفي الأخير، يقدم مع الخبز أو المسمن أو البغرير...[8]

الفرق بين طريقة التحضير العصرية والتقليدية؛ أنه في هذه الأخيرة تستخدم الرحى، وفي العصرية يستخدم فيها الخلاط الكهربائي ومكونات أخرى عكس الموجودة في الطريقة الأصلية.

## الفوائد الصحية
أملو هو غذاء تقليدي مغربي مفيد للصحة بفضل مكوناته الطبيعية من اللوز وزيت الأركان والعسل. يحتوي على دهون صحية وأحماض دهنية غير مشبعة تُحسن مستويات الكوليسترول وتقلل من مخاطر الأمراض القلبية. مضادات الأكسدة مثل فيتامين E في أملو تحارب الجذور الحرة وتقلل الالتهابات، مما يقلل من مخاطر الأمراض المزمنة. اللوز يوفر بروتينات وأليافًا تُحسن عملية الهضم وتُشبع لفترة أطول، ويساعد في تنظيم مستويات السكر في الدم. كما يعزز أملو صحة الجلد والشعر ويُقوي العظام بفضل غناه بالمغنيسيوم والكالسيوم.

## الاستخدامات
أملو يتمتع بتنوع كبير في استخداماته اليومية، مما يجعله جزءًا لا يتجزأ من المائدة المغربية. يمكن تناوله كوجبة إفطار مغذية عند دهنه على الخبز أو الخبز المحمص، مما يوفر طاقة كافية لبداية اليوم. يُضاف أملو أيضًا إلى الشوفان أو الزبادي لتحسين القيمة الغذائية وإضفاء نكهة لذيذة. كما يُمكن استخدامه كحشوة للتمور أو الفواكه المجففة، مما يجعله وجبة خفيفة وصحية. في المناسبات الخاصة والتجمعات العائلية، يُقدم أملو كجزء من الضيافة التقليدية، مما يعكس الكرم المغربي. بالإضافة إلى ذلك، يُستخدم في إعداد بعض الحلويات المغربية التقليدية، مما يضيف نكهة غنية ومغذية.

## طالع كذلك
- لوز
- كاكاو
- عسل
- أركان

```

```